# بيربالا (آبجدان)
بيربالا (بالفارسية: باپیرا) هي منطقة سكنية تقع في إيران في قسم آبجدان الريفي. يقدر عدد سكانها بـ 38 نسمة بحسب إحصاء 2016.